# 그레이 아나토미
《그레이 아나토미》(Grey's Anatomy)는 미국 ABC 방송사와 터치스톤 프로덕션(현재 ABC 스튜디오)이 제작한 TV 의학드라마이다. 2005년 3월에 방영을 시작하여 2024년 현재 시즌 20까지 방영중에 있다. 드라마의 제목은 해부학자 헨리 그레이의 유명한 해부학 서적 《그레이 해부학》(Henry Gray's Anatomy)에서 차용한 것이다.

## 출연진

### 주역
- 엘런 폼페오 - 메러디스 그레이
- 샌드라 오 - 크리스티나 양(시즌 1~10)
- 캐서린 하이글 - 이지 스티븐스(시즌 1~6)
- 저스틴 체임버스 - 알렉스 카레프
- T. R. 나이트 - 조지 오맬리(시즌 1~5)
- 찬드라 윌슨 - 미란다 베일리
- 제임스 피킨스 주니어 - 리처드 웨버
- 아이제이아 워싱턴 - 프레스턴 버크(시즌 1~3)
- 패트릭 뎀프시 - 데릭 셰퍼드(시즌 1~11)
- 케이트 월시 - 애디슨 몽고메리(시즌 2~8)
- 에릭 데인 - 마크 슬론(시즌 3~9)
- 사라 라미레스 - 캘리 토러스(시즌 3~12)
- 브룩 스미스 - 에리카 한(시즌 2~5)
- 카일러 리 - 렉시 그레이(시즌 3~8)
- 케빈 매키드 - 오언 헌트(시즌 5~ )
- 제시카 캡쇼 - 애리조나 로빈스(시즌 5~14)
- 세라 드루 - 에이프릴 케프너(시즌 6~14)
- 킴 레이버 - 테디 올트먼(시즌 6~8,14~)
- 제시 윌리엄스 - 잭슨 에이버리(시즌 7~ )
- 캐터리나 스코손 - 어밀리아 셰퍼드(시즌 7~ )
- 제리카 힌턴 - 스테퍼니 에드워즈(시즌 9~13)
- 가이어스 찰스 - 셰인 로스(시즌 10)
- 커밀라 러딩턴 - 조 윌슨(시즌 09~ )
- 테사 페러 - 리아 머피(시즌 11)
- 켈리 매크리리 - 매기 피어스(시즌 11~ )
- 제이슨 조지 - 벤저민 워런(시즌 12~ )
- 자코모 잔니오티 - 앤드루 델루카(시즌 12~ )
- 마틴 헨더슨 - 네이선 리그스(시즌 12~14)

### 조역
- 케이트 버턴 - 엘리스 그레이
- 로빈 로즈 - 퍼트리샤
- 안줄 니감 - 라지 센
- 세라 어터백 - 올리비아 하퍼
- 모 어빈 - 타일러 크리스천
- 페이턴 실버 - 닥터 녹스
- 스티븐 W. 베일리 - 조
- 로레타 더빈 - 아델 웨버
- 캐시 린드 헤이스 - 데비
- 조지 준드저 - 해럴드 오맬리
- 팀 그리핀 - 로니 오맬리
- 잭 J. 양 - 월터
- 제프리 딘 모건 - 데니 더켓
- 크리스 오도널 - 핀 댄드리지
- 제프 페리 - 새처 그레이
- 그레그 피츠 - 제리 오맬리
- 칼리 로차 - 시드니 헤런
- 크레스 윌리엄스 - 터커 존스
- 메어 위닝햄 - 수전 그레이
- 디안 캐럴 - 제인 버크
- 데브라 멍크 - 루이즈 오맬리
- 로저 리스 - 콜린 말로
- 미치 필레지 - 로런스 제닝스
- 니콜 루비오 - 니콜 커민스
- 엘리자베스 리저 - 에이바 포프
- 캔디스 아피아 - 로라
- 암라팔리 암베가오카르 - 대니 맨디
- 팀벌리 샤넬 - 클레어
- 글로리아 가라유아 - 그라시엘라 구스만
- 몰리 키더 - 메건 나울랜드
- 리처드 키스 - 미치
- 조이 오스만스키 - 루시
- 윈스턴 스토리 - 리오 비리더
- 조지프 윌리엄슨 - 피어스 핼리
- 에드워드 허먼 - 노먼 셰일스
- 에이미 매디건 - 캐서린 와이엇
- 마크 솔 - 스티브 모스토
- 로런 스태밀 - 로즈
- 브랜던 스콧 - 라이언 스폴딩
- 멀리사 조지 - 세이디 해리스
- 메리 맥도널 - 버지니아 딕슨
- 에릭 스톨츠 - 윌리엄 던
- 서맨사 매시스 - 멀린다 프레스콧
- 에런 레펌 - 잭슨 프레스콧
- 제니퍼 웨스트펠트 - 젠 하먼
- 벤 솅크먼 - 롭 하먼
- 킴벌리 엘리스 - 리베카 스웬더
- 로버트 베이커 - 찰스 퍼시
- 마이클 오닐 - 게리 클라크
- 레벤 람빈 - 슬론 라일리
- 노라 제헤트너 - 리드 애덤슨
- 스콧 폴리 - 헨리 버턴
- 제임스 터퍼 - 앤드루 퍼킨스
- 피터 맥니콜 - 로버트 스타크
- 대니얼 순자타 - 일라이 로이드
- 레이철 테일러 - 루시 필즈
- 자노라 맥더피 - 재닛 마이어스
- 데비 앨런 - 캐서린 에이버리
- 존 슈밋 - 로건
- 홀리 페인 - 줄리아 캐너
- 어맨다 풀러 - 모건 피터슨
- 윌리엄 대니얼스 - 크레이그 토머스
- 스티븐 컬프 - 대런 파커
- 미건 홀러웨이
- 로마 마피아 - 로버타 톰슨
- 콘스턴스 지머 - 알라나 케이힐
- 도미닉 호프먼 - 제프 러셀
- 저스틴 브루닝 - 매슈 테일러
- 힐러리 버턴 - 로런 보즈웰
- 찰스 마이클 데이비스 - 제이슨 마이어스
- 티나 마조리노 - 헤더 브룩스
- 에니드 그레이엄 - 레이철 도슨
- 마이클 부이 - 폴 도슨
- 카일 레드 실버스틴 - 이선 도슨
- 제니퍼 배시 - 낸시 도슨
- 제임스 리마 - 지미 에번스
- 멀리사 센터 - 애슐리 글레이저
- JD 컬럼 - 로이드
- 마크 어데어리오스 - 데이비드 모리스
- 리베카 필드 - 사빈 맥닐
- 빌리 멀론 - 존 맥닐
- 브리샤 웹 - 테리사 모리스
- 자딘 굴드 - 아이비 맥닐
- 아르마니 잭슨 - 브레이든 모리스
- 할리 그레이엄 - 프란체스카 맥닐
- 토머스 바버스카 - 링크 맥닐
- 마게리트 모로 - 에마 말링
- 조 애들러 - 아이작 크로스
- 닉 다고스토 - 그레이엄 매덕스
- 지나 데이비스 - 니콜 허먼
- 조 디니스콜 - 미첼 스펜서
- 아이린 컹 - 오드리 쇼
- 서맨사 슬로이언 - 페니 블레이크
- 스콧 엘로드 - 윌리엄 소프
- 윌머 반데라마 - 카일 디아스
- 마리카 도민직 - 닥터 일라이자 미닉
- 러태니아 리처드슨 - 다이앤 피어스
- 애비게일 스펜서 - 메건 헌트
- 스테파니아 스팜피나토 - 닥터 카리나 델루카

## 한국판 성우진(KBS)
- 배정미 - 메러디스 그레이(엘런 폼페오)
- 전숙경 - 크리스티나 양(샌드라 오)
- 박기량 - 데릭 쉐퍼드(패트릭 뎀프시)
- 성완경(시즌 1), 한호웅(시즌 2~4), 안용욱(시즌 5~6) - 알렉스 카레브(저스틴 체임버스)
- 김혜미 - 미란다 베일리(찬드라 윌슨)
- 유강진 - 리차드 웨버(제임스 피킨스 주니어)
- 정훈석 - 죠지 오말리(T. R. 나이트,시즌 1~6), 잭슨 에이버리(제시 윌리엄스,시즌 6)
- 은영선 - 이소벨 "이지" 스티븐스(캐서린 하이글,시즌 1~6)
- 김영민 - 프레스톤 버크(아이제이아 워싱턴,시즌 1~3)
- 은미 - 올리비아 하퍼(사라 우터백,시즌 1~4,6)
- 송덕희 - 에디슨(케이트 월시)
- 정옥주 - 에리카 한(브룩 스미스,시즌 2~5)
- 위훈 - 핀 댄드리지(크리스 오도넬,시즌 2~3)
- 송정희 - 캘리 토레즈(사라 라미레스)
- 이용순 - 렉스 그레이(카일러 리)
- 이봉준 - 래리 제닝스(미치 필레지)
- 홍진욱 - 마크 솔론(에릭 데인)
- 소연 - 애리조나 로빈스(제시카 캡쇼)

## 방영 목록
시즌 1이 2005년 3월 27일부터 시작하였으며 한국에서는 한국방송과 채널CGV로 방영하면서 유명해졌다. 한국방송이 시즌 6까지 더빙하여 방영하였으며, 채널CGV는 자막 지원을 통해 방영하고 있다.

## 같이 보기
- 《그레이 해부학》: 드라마의 이름과 철자 하나만 다른, 해부학 교재이다.